# Gilia diegensis
Gilia diegensis är en blågullsväxtart som först beskrevs av Philip Alexander Munz, och fick sitt nu gällande namn av A. och V. Grant. Gilia diegensis ingår i släktet gilior, och familjen blågullsväxter. Inga underarter finns listade i Catalogue of Life.